# Borup

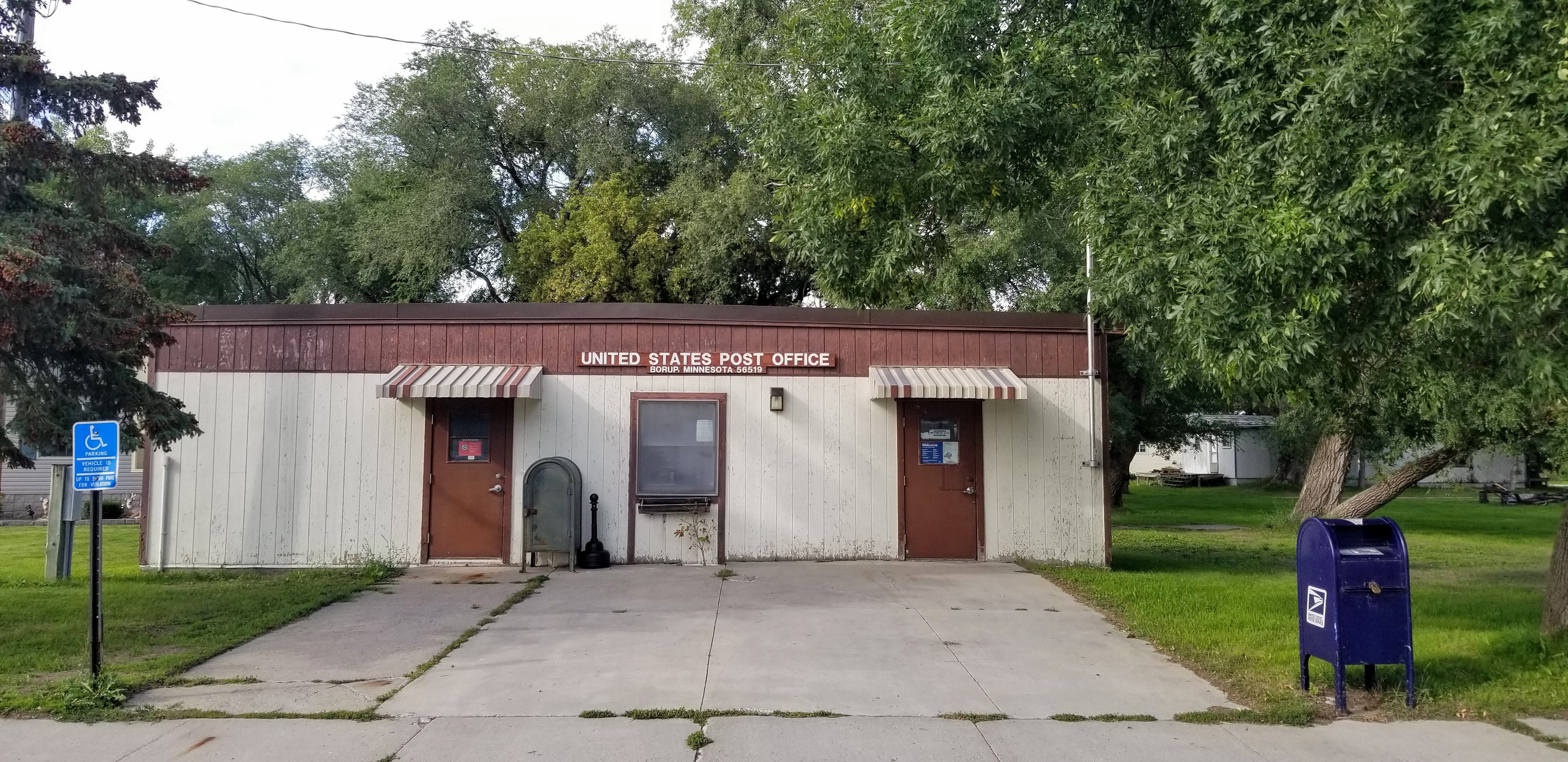
Le bureau de poste de Borup

La ville de Borup est située dans le comté de Norman, dans l’État du Minnesota, aux États-Unis. Sa population s’élevait à 110 habitants lors du recensement de 2010.

## Histoire
La localité a été nommée d’après Charles William Wulff Borup, un banquier de l’État. Borup dispose d’un bureau de poste depuis 1896.